# Oetersloven
Oetersloven is een gehucht van Berlingen, een deelgemeente van Wellen in de Belgische provincie Limburg.
Het gehucht bevindt zich in het zuidwesten van de gemeente Wellen en is gelegen op zo'n kilometer ten noordwesten van de dorpskom van Berlingen nabij de gemeentegrens met Borgloon.
In de buurt van Oetersloven werden bij opgravingen werktuigen gevonden die teruggaan tot de prehistorie. Daarnaast werden er ook sporen gevonden die wijzen op een Romeinse aanwezigheid.
Centraal in het gehucht bevindt zich de Kapel van Oetersloven. Het huidige gebouw in barokstijl dateert uit de zeventiende eeuw en is opgevat als een kapel van drie traveeën met driezijdige koorsluiting. De kapel is opgetrokken in baksteen verwerkt met mergelsteen. Het geheel is wit beschilderd en wordt bedekt door een zadeldak uit kunstleien.
Het meubilair bestaat uit onder andere een piëta in beukenhout gewijd aan de Onze-Lieve-Vrouw van Smarten, een gemarmerd barokaltaar en verscheidene ex voto's.
Oetersloven is gelegen in Vochtig-Haspengouw. Ten oosten van het gehucht bevindt zich het hoogste punt van de gemeente Wellen. De hoogte in Oetersloven varieert tussen de 58 en 83 meter. De vruchtbare gronden rondom het gehucht zijn uitermate geschikt voor fruitteelt en in mindere mate voor akkerbouw.

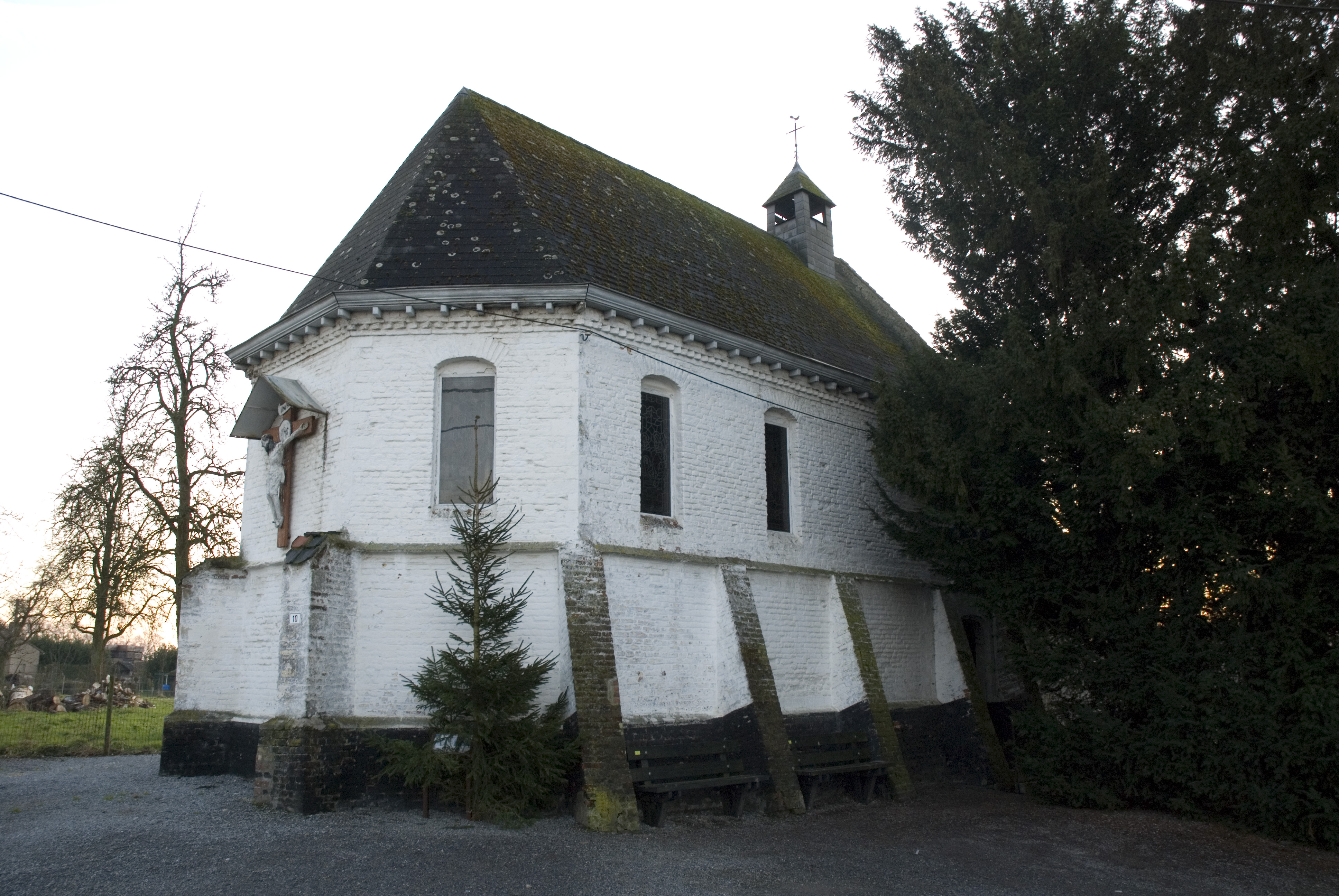
De Kapel van Oetersloven